# Julodis bleusei
Julodis bleusei es una especie de escarabajo del género Julodis, familia Buprestidae. Fue descrita científicamente por Abeille de Perrin en 1896.